# Liste der Staatsoberhäupter 1884
Übersicht
◄◄ | ◄ | 1880 | 1881 | 1882 | 1883 | Liste der Staatsoberhäupter 1884 | 1885 | 1886 | 1887 | 1888 | ► | ►►

Weitere Ereignisse

## Afrika
- Ägypten (Teil des Osmanischen Reichs)
  - Staatsoberhaupt: Khedive Tawfiq (1879–1892)

- Äthiopien
  - Staatsoberhaupt: Kaiser Yohannes IV. (1871–1889)

- Buganda
  - Kabaka: Mutesa I. (1856–1884)
  - Kabaka: Mwanga II. (1884–1888, 1889–1897)

- Bunyoro
  - Omukama: Kabalega (1869–1898)

- Burundi
  - Staatsoberhaupt: König Mwezi IV. Gisabo (1852–1908)

- Dahomey
  - König: Glélé (1856–1889)

- Liberia
  - Staatsoberhaupt: Präsident Alfred F. Russell (1883–1884)
  - Präsident: Hilary R. W. Johnson (1884–1892)

- Marokko
  - Staatsoberhaupt: Sultan Mulai al-Hassan I (1873–1894)

- Ruanda
  - Staatsoberhaupt: König Kigeri IV. (1853–1895)

- Kalifat von Sokoto
  - Staats- und Regierungschef: Kalif Umaru bin Ali (1881–1891)

- Südafrikanische Republik
  - Staats- und Regierungschef: Präsident Paul Kruger (1883–1900)

- Zulu
  - König: Cetshwayo kaMpande (1872–1884)
  - König: Dinizulu ka Cetshwayo (1884–1913)

## Amerika

### Nordamerika
- Kanada
  - Staatsoberhaupt: Königin: Victoria (1867–1901)
    - Generalgouverneur: Henry Petty-FitzMaurice, 5. Marquess of Lansdowne (1883–1888)

  - Regierungschef: Premierminister: John A. Macdonald (1867–1873, 1878–1891)

- Mexiko
  - Staats- und Regierungschef:
    - Präsident: Manuel González (1880–1884)
    - Präsident: Porfirio Díaz (1876, 1877–180, 1. Dezember 1884–1911)

- Vereinigte Staaten von Amerika
  - Staats- und Regierungschef: Präsident: Präsident: Chester A. Arthur (1881–1885)

### Mittelamerika
- Costa Rica
  - Staats- und Regierungschef: Präsident Próspero Fernández Oreamuno (1882–1885)

- Dominikanische Republik
  - Staats- und Regierungschef: Präsident: Ulises Heureaux (1. September 1882–1884, 1887–1889, 1889–1899)

- El Salvador
  - Staats- und Regierungschef:
    - Präsident Rafael Zaldívar (1876–6. April 1884)
    - Präsident Angel Guirola (6. April–21. August 1884)
    - Präsident Rafael Zaldívar (21. August 1884–1885)

- Guatemala
  - Staats- und Regierungschef: Präsident Justo Rufino Barrios (1873–1885)

- Haiti
  - Staats- und Regierungschef: Präsident Lysius Salomon (1879–1888)

- Honduras
  - Staats- und Regierungschef:
    - Präsident: Marco Aurelio Soto (1876–9. Mai 1883)
    - Präsident: Präsident Luis Bográn (30. November 1883–1891)

- Nicaragua
  - Staats- und Regierungschef: Präsident Adán Cárdenas (1883–1887)

### Südamerika
- Argentinien
  - Staats- und Regierungschef: Präsident: Julio Argentino Roca (1880–1886, 1898–1904)

- Bolivien
  - Staats- und Regierungschef:
    - Präsident: Narciso Campero Leyes (1880–4. September 1884)
    - Präsident: Gregorio Pacheco (4. September 1884–1888)

- Brasilien
  - Staats- und Regierungschef: Kaiser: Peter II. (1831–1889)

- Chile
  - Staats- und Regierungschef: Präsident: Domingo Santa María (1881–1886)

- Ecuador
  - Staats- und Regierungschef: Präsident José Plácido Caamaño (1883–1888)

- Kolumbien
  - Staats- und Regierungschef:
    - Präsident José Eusebio Otálora (1882–10. August 1884)
    - Präsident Rafael Núñez (1880–1882, 10. August 1884–1886, 1892–1894)

- Paraguay
  - Staats- und Regierungschef: Präsident Bernardino Caballero (1881–1886)

- Peru
  - Staats- und Regierungschef: Präsident Andrés A. Cáceres Dorregaray (1883–1885, 1886–1890)

- Uruguay
  - Staats- und Regierungschef: Präsident Máximo Santos (1882–1886)

- Venezuela
  - Staats- und Regierungschef:
    - Präsident Antonio Guzmán Blanco (1870–1884, 1886–1888)
    - Präsident Joaquín Crespo (1884–1886, 1892–1898)

## Asien
- Abu Dhabi
  - Staatsoberhaupt: Emir Zayed I. (1855–1909)

- Afghanistan
  - Staatsoberhaupt: Emir Abdur Rahman Khan (1880–1901)

- Bahrain
  - Staats- und Regierungschef: Emir Isa I. (1869–1932)

- China (Qing-Dynastie)
  - Staats- und Regierungschef: Kaiser Guangxu (1875–1908)

- Britisch-Indien
  - Staatsoberhaupt: Kaiserin: Victoria (1877–1901)
  - Vizekönig:
    - George Robinson (1880–1884)
    - Frederick Hamilton-Temple-Blackwood (1884–1888)

- Japan
  - Staatsoberhaupt: Kaiser: Mutsuhito (1867–1912)

- Korea
  - Staatsoberhaupt: Kaiser Gojong (1864–1897)

- Kuwait
  - Staatsoberhaupt: Emir Abdullah II. (1866–1892)

- Nepal
  - Staatsoberhaupt: König Prithvi (1881–1911)
  - Regierungschef: Ministerpräsident Ranaudip Singh (1877–1885)

- Oman
  - Staats- und Regierungschef: Sultan Turki ibn Said (1871–1888)

- Persien (Kadscharen-Dynastie)
  - Staatsoberhaupt: Schah Naser od-Din Schah (1848–1896)

- Thailand
  - Staats- und Regierungschef: König von Thailand Chulalongkorn (1868–1910)

## Australien und Ozeanien
- Australien
  - Staatsoberhaupt: Königin Victoria (1837–1901)
  - New South Wales
    - Gouverneur: Augustus Loftus (1879–1885)
    - Premierminister: Alexander Stuart (1883–1885)

  - Queensland
    - Gouverneur: Sir Anthony Musgrave (1883–1888)
    - Premierminister: Samuel Griffith (1883–1888, 1890–1893)

  - South Australia
    - Gouverneur: Sir William Cleaver Francis Robinson (1883–1889)
    - Premierminister:
      - John Cox Bray (1881–16. Juni 1884)
      - John Colton (16. Juni 1884–1885)

  - Tasmanien
    - Gouverneur: George Strahan (1881–20. Oktober 1886)
    - Regierungschef: Premierminister
      - William Giblin (1878, 1879–15. August 1884)
      - Adye Douglas (15. August 1884–8. März 1886)

  - Victoria
    - Gouverneur:
      - George Phipps, 2. Marquess of Normanby (1879–18. April 1884)
      - Henry Loch (15. Juli 1884–1889)

    - Premierminister: James Service (1883–1886)

  - Western Australia
    - Gouverneur: Frederick Broome (1883–1889)
    - Premierminister: Sir John Forrest (1890–1901)

- Hawaii
  - Staatsoberhaupt: König David Kalākaua (1874–1891)

- Neuseeland
  - Staatsoberhaupt: Königin Victoria (1837–1901)
  - Gouverneur: William Jervois (1883–1889)
  - Regierungschef:
    - Premierminister Sir Harry Atkinson (1883–16. August 1884, 1887–1891)
    - Premierminister Sir Robert Stout (16. August 1884–28. August 1884)
    - Premierminister Sir Harry Atkinson (1876–1877, 28. August 1884–3. September 1884, 1887–1891)
    - Premierminister Sir Robert Stout (3. September 1884–1887)

- Tonga
  - Staatsoberhaupt: König George Tupou I. (1875–1893)

## Europa
- Andorra
  - Co-Fürsten:
    - Staatspräsident von Frankreich: Jules Grévy (1879–1887)
    - Bischof von Urgell: Salvador Casañas i Pagès (1879–1901)

- Belgien
  - Staatsoberhaupt: König Leopold II. (1865–1909)
  - Regierungschef:
    - Ministerpräsident Walthère Frère-Orban (1868–1870, 1878–16. Juni 1884)
    - Ministerpräsident Jules Malou (1874–1878, 16. Juni 1884–26. Oktober 1884)
    - Ministerpräsident Auguste Beernaert (26. Oktober 1884–1894)

- Bulgarien
  - Fürst: Alexander I. (1879–1886)

- Dänemark
  - Staatsoberhaupt: König: Christian IX. (1863–1906)
  - Regierungschef: Ministerpräsident Jacob Brønnum Scavenius Estrup (1875–1894)

- Deutsches Reich
  - Kaiser: Wilhelm I. (18. Januar 1871–1888)
    - Reichskanzler: Otto von Bismarck (1871–1890)

  - Anhalt
    - Herzog: Friedrich I. (1871–1904)
      - Staatsminister: Anton von Krosigk (1875–1892)

  - Baden
    - Großherzog: Friedrich I. (1856–1907)
      - Staatsminister: Ludwig Turban der Ältere (1876–1893)

  - Bayern:
    - König: Ludwig II. (1864–1886)
      - Vorsitzender im Ministerrat: Johann Freiherr von Lutz (1880–1890)

  - Braunschweig
    - Herzog: Wilhelm (1831–1884)
    - Vorsitzender des Regentschaftsrats: Hermann Graf von Görtz-Wrisberg (1884–1885)

  - Bremen
    - Bürgermeister: Otto Gildemeister (1871–1875) (1882) (1884) (1886)

  - Reichsland Elsaß-Lothringen
    - Kaiserlicher Statthalter: Edwin von Manteuffel (1879–1885)
    - Staatssekretär des Ministeriums für Elsaß-Lothringen: Karl von Hofmann (1880–1887)

  - Hamburg
    - Erster Bürgermeister: Gustav Heinrich Kirchenpauer (1871–1872) (1875) (1878) (1881) (1884) (1887)

  - Hessen-Darmstadt
    - Großherzog: Ludwig IV. (1877–1892)
      - Präsident des Gesamtministeriums: Jakob Finger (1884–1898)

  - Lippe
    - Fürst: Woldemar (1875–1895)

  - Lübeck
    - Bürgermeister: Heinrich Theodor Behn (1871–1872, 1875–1876, 1879–1880, 1883–1884, 1887–1888, 1891–1892, 1895–1896)

  - Mecklenburg-Schwerin
    - Großherzog: Friedrich Franz III. (1883–1897)
      - Präsident des Staatsministeriums: Henning von Bassewitz (1869–1885)

  - Mecklenburg-Strelitz
    - Großherzog: Friedrich Wilhelm (1860–1904)

  - Oldenburg
    - Großherzog: Nikolaus Friedrich Peter (1853–1900)
      - Staatsminister: Friedrich Andreas Ruhstrat (1876–1890)

  - Preußen:
    - König: Wilhelm I. (1861–1888)
      - Ministerpräsident: Otto von Bismarck (1862–1873, 1873–1890)

  - Reuß ältere Linie
    - Fürst: Heinrich XXII. (1859–1902)

  - Reuß jüngere Linie
    - Fürst: Heinrich XIV. (1867–1913)

  - Sachsen:
    - König: Albert (1873–1902)
      - Vorsitzender des Gesamtministeriums: Georg Friedrich Alfred Graf von Fabrice (1876–1891)

  - Sachsen-Altenburg
    - Herzog: Ernst I. (1853–1908)

  - Sachsen-Coburg und Gotha
    - Herzog: Ernst II. (1844–1893)
      - Staatsminister: Camillo von Seebach (1849–1888)

  - Herzogtum Sachsen-Meiningen
    - Herzog: Georg II. (1866–1914)

  - Sachsen-Weimar-Eisenach
    - Großherzog: Carl Alexander (1853–1901)

  - Schaumburg-Lippe
    - Fürst: Adolf I. Georg (1860–1893)

  - Schwarzburg-Rudolstadt
    - Fürst: Georg Albert (1869–1890)

  - Schwarzburg-Sondershausen
    - Fürst: Karl Günther (1880–1909)

  - Waldeck und Pyrmont (seit 1968 durch Preußen verwaltet)
    - Fürst: Georg Viktor (1845–1893)
    - Preußischer Landesdirektor: Jesco von Puttkamer (1881–1884)

  - Württemberg:
    - König: Karl I. (1864–1891)
      - Präsident des Staatsministeriums: Hermann von Mittnacht (1876–1900)

- Frankreich
  - Staatsoberhaupt: Präsidenten: Jules Grévy (1879–1887)
  - Regierungschef:
    - Präsident des Ministerrates Jules Ferry (1880–1881, 1883–1885)

- Griechenland
  - Staatsoberhaupt: König: Georg I. (1863–1913)
  - Regierungschef: Ministerpräsident Charilaos Trikoupis (1875, 1877–1878, 1878, 1880, 1882–1885, 1886–1890, 1992–1993, 1893–1985)

- Italien
  - Staatsoberhaupt: König Umberto I. (1878–1900)
  - Regierungschef: Ministerpräsident Agostino Depretis (1876–23. März 1878, 19. Dezember 1878–1879, 1881–1887)

- Luxemburg (1815–1890 Personalunion mit den Niederlanden)
  - Staatsoberhaupt: Großherzog: Wilhelm III. (1849–1890)
  - Regierungschef: Ministerpräsident Baron Félix de Blochausen (1874–1885)

- Monaco
  - Fürst Charles III. (1856–1889)

- Montenegro
  - Fürst: Nikola I. Petrović Njegoš (1860–1918) (ab 1910 König)

- Neutral-Moresnet
  - König von Belgien: Leopold II. (1865–1909)
  - König von Preußen: Wilhelm I. (1861–1888)

- Niederlande (1815–1890 Personalunion mit Luxemburg)
  - Staatsoberhaupt: König Wilhelm III. (1849–1890)
  - Regierungschef: Ministerpräsident Jan Heemskerk (1874–1877, 1883–1888)

- Norwegen (1814–1905 Personalunion mit Schweden)
  - Staatsoberhaupt: König Oskar II. (1872–1905)
  - Regierungschef:
    - Ministerpräsident Christian August Selmer (1880–1884)
    - Ministerpräsident Christian Homann Schweigaard (1884–1884)
    - Ministerpräsident Johan Sverdrup (1884–1889)

- Osmanisches Reich:
  - Staatsoberhaupt: Sultan Abdülhamid II. (1876–1909)
  - Regierungschef: Großwesir Küçük Mehmed Said Pascha (1882–1885)

- Österreich-Ungarn
  - Staatsoberhaupt: Kaiser Franz Joseph I. (1848–1916)
  - Regierungschef von Cisleithanien:
    - Ministerpräsident Eduard Taaffe (1879–1893)

  - Regierungschef von Transleithanien:
    - Ministerpräsident Kálmán Tisza (1875–1890)

- Portugal
  - Staatsoberhaupt: König Ludwig I. (1861–1889)
  - Regierungschef: Ministerpräsident António Maria de Fontes Pereira de Melo (1881–1886)

- Rumänien
  - Staatsoberhaupt: König Karl I. (1866–1914) (bis 1881 Fürst)
  - Regierungschef: Ministerpräsident Ion C. Brătianu (1868, 1876–1881, 1881–1888)

- Russland
  - Staats- und Regierungschef: Kaiser Alexander III. (1881–1894)

- Schweden
  - Staatsoberhaupt: König Oskar II. (1872–1907) (1872–1905 König von Norwegen)
  - Regierungschef:
    - Ministerpräsident Carl Johan Thyselius (1883–16. Mai 1884)
    - Ministerpräsident Robert Themptander (16. Mai 1884–1888)

- Schweiz[1]
  - Bundespräsident Emil Welti (1884)
  - Bundesrat:
    - Karl Schenk (1864–1894)
    - Emil Welti (1867–1891)
    - Bernhard Hammer (1876–1890)
    - Numa Droz (1876–1892)
    - Wilhelm Hertenstein (1879–1888)
    - Louis Ruchonnet (1883–1891)
    - Adolf Deucher (1883–1912)

- Serbien
  - König: Milan Obrenović I. (1868–1889) (bis 1882 Fürst)

- Spanien
  - Staatsoberhaupt: König Alfons XII. (1874–1885)
  - Regierungschef:
    - Ministerpräsident José de Posada Herrera (1883–18. Januar 1884)
    - Ministerpräsident Antonio Cánovas del Castillo (18. Januar 1884–1885)

- Ungarn
  - Staatsoberhaupt: König Franz Joseph I. (1848–1916) (1848–1916 König von Böhmen, 1848–1916 Kaiser von Österreich)
  - Regierungschef: Ministerpräsident Kálmán Tisza (1875–1890)

- Vereinigtes Königreich
  - Staatsoberhaupt: Königin Victoria (1837–1901) (1877–1901 Kaiserin von Indien)
  - Regierungschef: Premierminister William Ewart Gladstone (1868–1874, 1880–1885, 1886, 1892–1894)